# Metalurgia extractiva

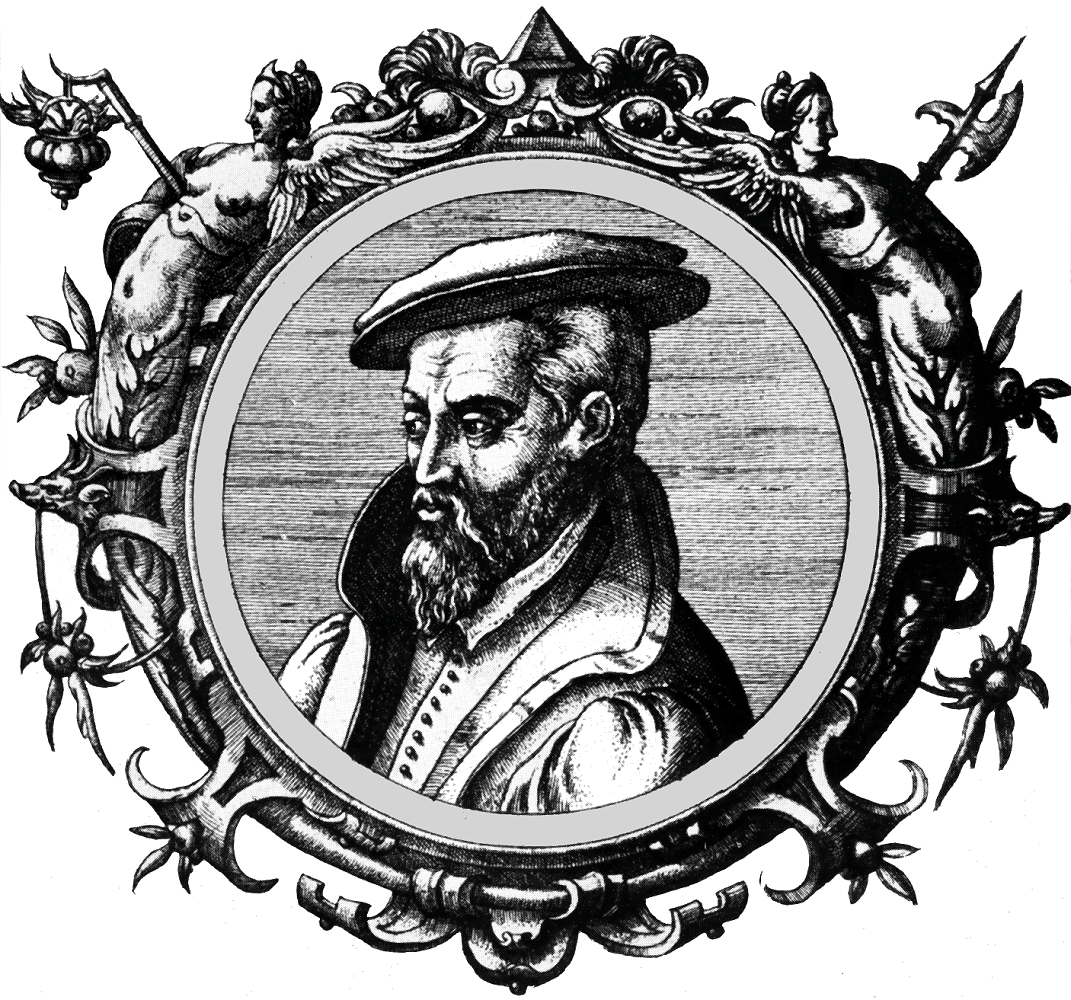
Georgius Agricola, autor de De re metallica, uno de los primeros tratados de minería y extracción de metales

La metalurgia extractiva es la rama de la metalurgia que mediante la cual se estudian los métodos químicos que son necesarios para el procesado y tratamiento de las menas minerales y obtener de ellas metales, con mayor o menor grado de pureza. Esta rama también forma parte de la ciencia de materiales. Comprende todos los temas relacionados con los tipos de mineral, lavado, concentración, separación, procesos químicos, extracción de metal puro y su aleación para adaptarse a diversas aplicaciones.

## Introducción
De forma general, el mineral debe ser tratado para liberar las fases minerales valiosas (menas) de las no valiosas gangas. Para ello se hacen operaciones unitarias dentro del área conocida como mineralurgia. Algunas de ellas son la trituración, la molienda, la clasificación y la concentración. Tras las operaciones de concentración se continúa con las de extracción, las cuales se realizan por dos vías: pirometalurgia o hidrometalurgia. Posteriormente puede ser necesario ajustar las concentraciones de impurezas mediante la etapa de afino o refino. Esta etapa se realiza por pirometalurgia o por electroquímica. A nivel académico, entre las áreas de investigación en la metalurgia extractiva se encuentran los procesos de lixiviación bacteriana, los nuevos procesos de conversión continua de mata a cobre blíster y el desarrollo de instrumentación en el proceso de flotación de minerales, entre otros. 
El campo de la metalurgia extractiva ferrosa y no ferrosa tiene especialidades que se agrupan genéricamente en las categorías de preparación de los minerales o mineralurgia, hidrometalurgia, pirometalurgia y electrometalurgia, según el proceso adoptado para extraer el metal. Se utilizan varios procesos para la extracción de un mismo metal, dependiendo de la ocurrencia y de los requisitos químicos. La pirometalurgia se define como «los procesos de fundición de metales a altas temperaturas»; la hidrometalurgia, como la solubilización de metales en soluciones acuosas, y la electrometalurgia como una aplicación de energía eléctrica a soluciones acuosas para obtener metales puros. 

## Operaciones unitarias
Dentro de la ingeniería metalúrgica, las operaciones básicas se pueden dividir en dos tipos: las de vía seca y las de vía húmeda; es decir, por pirometalurgia o por hidrometalurgia. Las operaciones por vía seca se realizan a altas temperaturas entre productos en estado sólido, líquido o gaseoso. Las operaciones por vía húmeda se realizan en fase acuosa, generalmente a bajas temperaturas.
| Operaciones por vía seca | Operaciones por vía húmeda |
| Calcinación Tostación - Oxidante - Surfactante - Clorurante - Aglomerante Fusión - Reductora - Ultrarreductora - Neutra - Oxidante Electrólisis ígnea o de sales fundidas | Lixiviación - Ácida - Básica - Neutra Purificación y/o concentración - Métodos químicos - Cementación - Resinas de intercambio iónico Precipitación - Electrólisis - Cementación - Métodos químicos |

## Procesos de obtención
A continuación se enuncian los procesos metalúrgicos principales, los de mayor producción mundial o que son tradicionalmente importantes .

#### Metalurgia del hierro y el acero
También conocida como: siderometalurgia, es la rama metalúrgica empleada para la extracción del hierro y de la producción del acero. Se emplean como principales materias primas carbón coquizable, minerales de hierro, escorificantes o fundentes, entre otras.

#### Metalurgia del aluminio
Se produce a partir de menas de bauxita, de las que se obtiene alúmina y posteriormente aluminio, mediante una combinación del proceso Bayer y el proceso Hall-Héroult.

#### Metalurgia del cobre
En la metalurgia del cobre, realizada principalmente con menas de sulfuros de baja ley, actualmente se realiza por vía pirometalúrgica como método principal para la obtención de cromo primario. 

#### Metalurgia del níquel
Se realiza a partir de menas sulfuradas y de las oxidadas, mediante tratamientos pirometalúrgicos, aunque es posible la vía acuosa, ya que el níquel es solubilizable, con o sin complejos aminados.

#### Metalurgia del Zinc
El cinc metal se obtiene tanto por vías pirometalúrgicas como hidrometalúrgicas, empleando como materias primas depósitos hidrotermales, sedimentarios o metamórficos.